# Carl Flamm
Carl Flamm (* 14. Mai 1870 in Düsseldorf; † 9. September 1914 in Bonn) war ein deutscher Porträtmaler der Düsseldorfer Schule.

## Leben

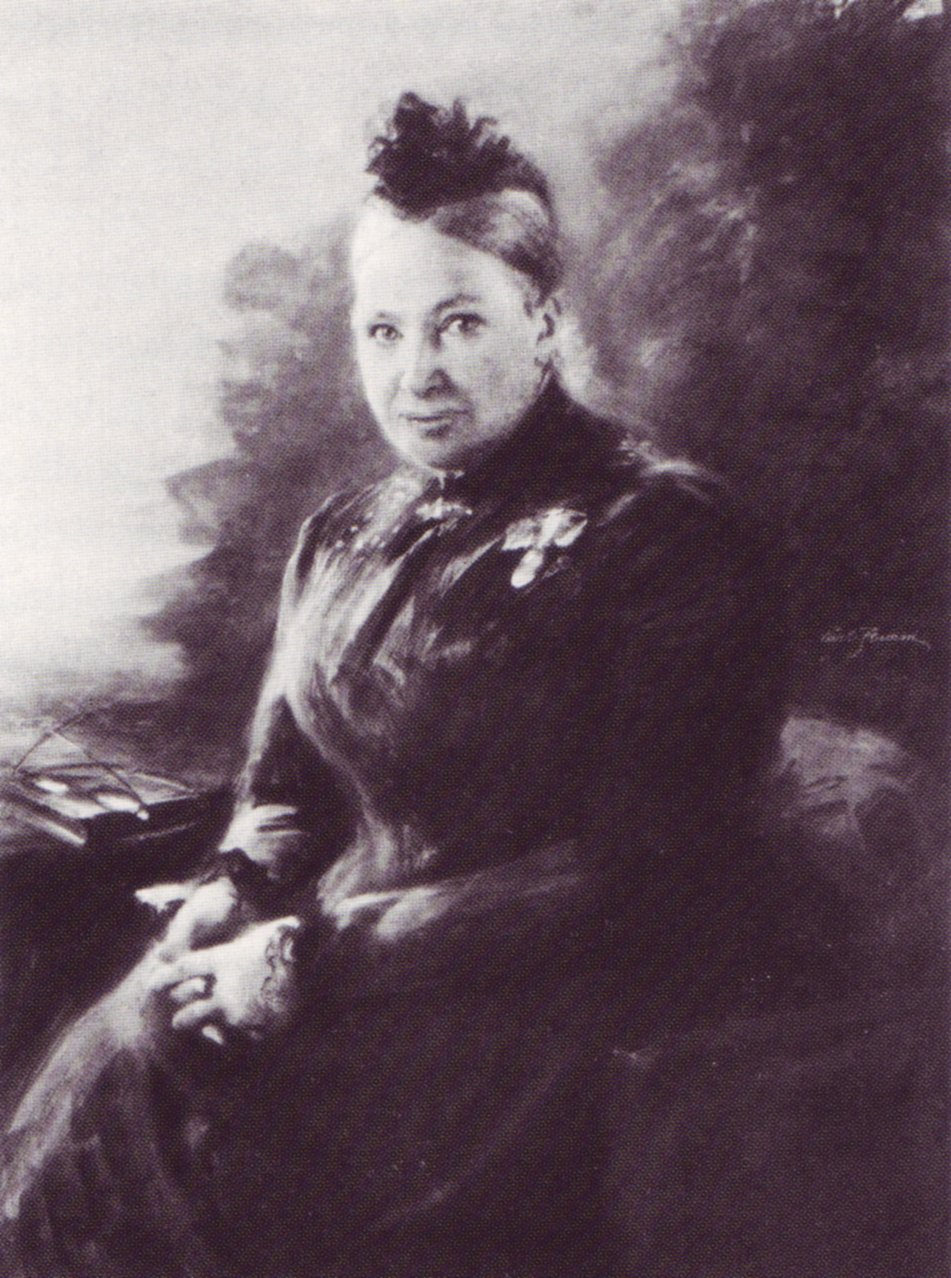
Maria Zanders, Pastellzeichnung um 1902

Flamm war ein Sohn des Düsseldorfer Landschaftsmalers Albert Flamm und dessen Ehefrau Anna Arnz, einer Tochter des Verlegers Heinrich Arnz. Von 1887 bis 1890/1891 besuchte er die Kunstakademie Düsseldorf. Dort wurde er Schüler von Heinrich Lauenstein, Hugo Crola und Peter Janssen dem Älteren. Außerdem war er Privatschüler des Genremalers Ferdinand Brütt und gehörte wie sein Vater dem Düsseldorfer Künstlerverein Malkasten an. 1899 war er Teilnehmer der Großen Berliner Kunstausstellung.